# Paolo Liazari
Paolo Liazari (Bologna, ... – 1356) è stato un giurista italiano.
Fu docente all'università di Siena dal 1321 e all'università di Bologna prima di quell'anno e dopo il 1329. Commentò le Decretali e le Clementine.